# Arête (géométrie)
Pour les articles homonymes, voir Arête.

Dessins en fil de fer de trois cubes avec coloriés en rouge, de gauche à droite, un sommet, une arête, et une face.

En géométrie dans l'espace, une arête est une droite délimitant deux demi-plans qui constituent les faces d’un angle diédral, ou plus spécialement le côté d’une face d’un polyèdre.
Plus généralement, une arête d'un solide géométrique est la ligne d'intersection de deux surfaces de ce solide. À ce titre, l'arête n'est pas nécessairement une droite euclidienne.

## Dièdre
Un angle formé par deux demi-droites perpendiculaires à l’arête, issues d'un point de l’arête et incluses dans chacune des faces d’un dièdre, ne dépend pas du choix du point.

## Polyèdre
Dans le cas d'un polyèdre convexe, le nombre d’arêtes est relié au nombre de faces et au nombre de sommets par le théorème de Descartes-Euler. Par exemple, le cube comporte 8 sommets, 12 arêtes et 6 faces, ce qui satisfait la relation : 8 – 12 + 6 = 2.

## En génie mécanique

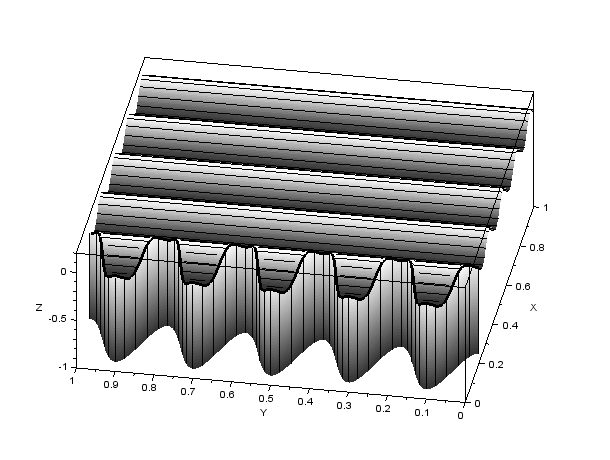
Représentation schématisée des défauts de surface : les ondulations correspondent à des rayures de fraisage. L'arête cumule les défauts des deux surfaces.

### Forme d'une arête
Dans le cas d'un solide réel, l'arête n'est pas nécessairement un segment de droite mais peut être une courbe. Une arête est un lieu où la surface n'est pas dérivable.
Contrairement aux arêtes idéales de la géométrie, les arêtes des solides réels ont des défauts : les défauts des deux surfaces se cumulent à leur intersection, donc à l'arête. Ainsi
- la droite n'est pas parfaitement rectiligne et l'arc de cercle n'est pas parfaitement circulaire (défaut de forme) ;
- mais aussi et surtout, le raccordement réel entre deux surfaces est progressif ; par exemple, le raccordement entre deux plans est en général une portion de cylindre ayant un rayon non nul.

### Fonctions d'une arête

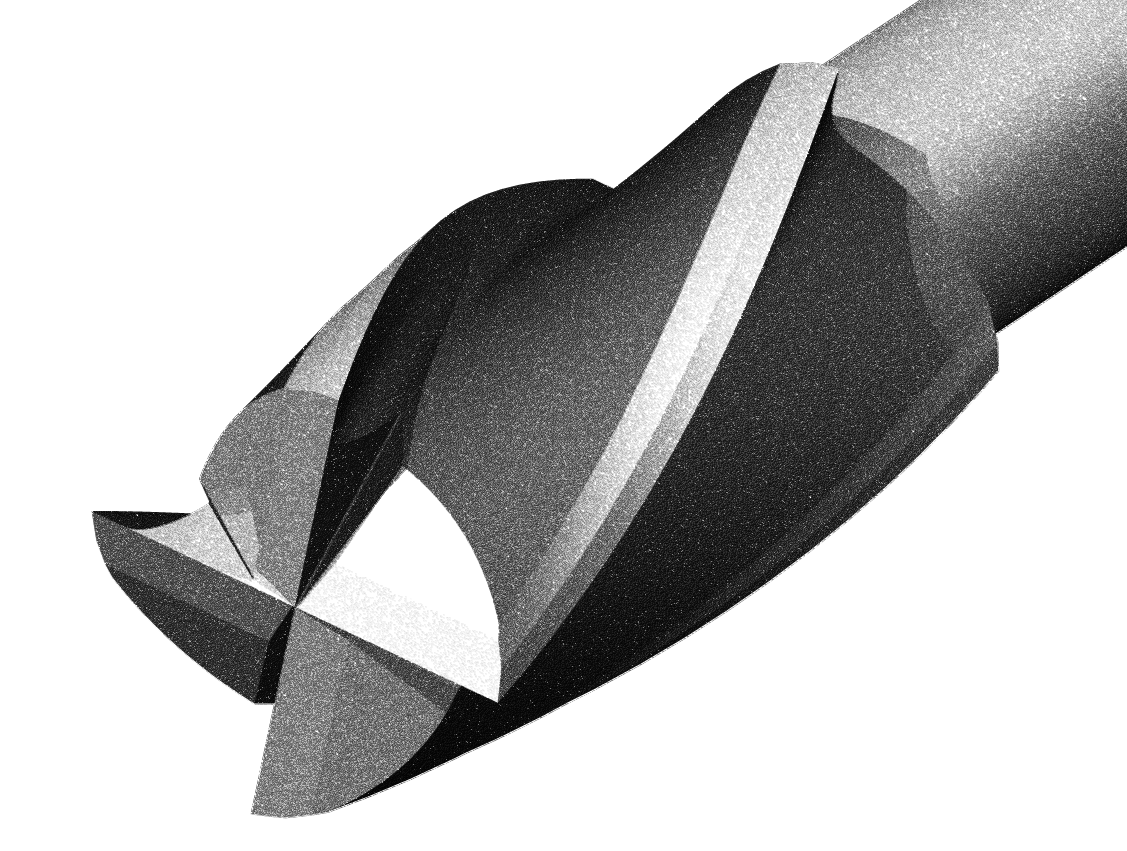
Fraise cylindrique deux tailles : les arêtes en bout d'outil servent à couper le métal.

En génie mécanique, une pièce est conçue, dessinée puis fabriquée pour remplir des fonctions. Ces fonctions sont en général assurées par ses surfaces ou par ses arêtes.
Les arêtes fonctionnelles (qui assurent une fonction) sont en général des arêtes de coupe. La pièce est donc un outil fait d'un matériau dur (céramique, acier rapide), et il s'agit d'une arête sortante, saillante. Le rayon de l'arête est appelé « rayon de l'outil » et doit être en général le plus petit possible. Au fur et à mesure de l'utilisation, l'outil s'use, s'émousse, c'est-à-dire que le rayon augmente. Il devient alors nécessaire soir de changer l'outil, soit de l'affuter.
En dehors de ces cas-là, l'arête est rarement fonctionnelle, ce sont les surfaces qui assurent une fonction, typiquement :
- liaison avec une autre pièce pour permettre un positionnement précis, un guidage (glissière, pivot) ou bien la transmission d'un effort au sein d'un mécanisme ;
- pour les surface à l'extérieur d'un mécanisme : protection (séparation du mécanisme et de l'extérieur pour éviter les blessures, la pollution et la dégradation du mécanisme), mettre en mouvement ou dévier un fluide (hélice, turbine, éolienne, compresseur, aile d'avion, tuyau, …).

Dans ce cas-là, une arête vive (d'un angle intérieur de 90° ou moins) est en général un problème : elle présente un risque de blessure, c'est une zone de fragilité, elle provoque des perturbations dans l'écoulement d'un fluide, et ses défauts peuvent gêner la mise en position correcte de deux pièces. On remplace donc en général les arêtes vives :
- soit par des chanfreins, donc on crée deux arêtes aux angles plus doux ;
- soit par des arrondis et congés, aux rayons plus importants ;
- soit par des rainures appelées « dégagements », c'est-à-dire que l'on crée des arêtes qui ne sont pas accessibles aux autres pièces.

### Représentation conventionnelle d'une arête
En dessin technique, on distingue :

Sur ce dessin, les arêtes visibles sont en trait fort, les arêtes fictives sont en trait fin n'allant pas jusqu'au bout ; les arêtes cachées n'ont pas été représentées.

- les arêtes visibles : elles sont représentées en trait fort continu ;
- les arêtes cachées : elles peuvent être représentées pour faciliter la compréhension de la forme de la pièce, elles sont alors en trait fin interrompu ;
- les arêtes fictives : ce sont des arêtes qui ont été remplacées par un arrondi ou un congé, elles sont alors représentées par un trait fin qui s'arrête à environ 2 mm du contour.

## Vocabulaire
En architecture et dans les différents domaines de la construction, on appelle arête l’angle saillant formé par la rencontre de deux surfaces.
On appelle « vive arête » dans une pièce de bois équarrie (mais aussi dans une pierre de taille), les angles bien marqués, bien nette, sans aucune écornure ; ou une pièce de bois refaite ou dressée dont les angle sont aigus ; un bois flache ou flacheux est un bois dont les arêtes ne sont pas bien vives, et qui ne pourrait être équarri sans éprouver beaucoup de déchet. Sur un bois débité, la flache est le vestige de la surface cylindrique de la grume dont ce bois provient.